# Rodrygo
Rodrygo Silva de Goes (født 9. januar 2001), kendt som bare Rodrygo, er en brasiliansk professionel fodboldspiller, som spiller for La Liga-klubben Real Madrid og Brasiliens landshold.

## Klubkarriere

### Santos
Rodrygo begyndte sin karriere hos Santos, hvor han gjorde sin førsteholdsdebut i marts 2017 i en alder af kun 16 år.

### Real Madrid
Det blev i juni 2018 annonceret, at han ville skifte til Real Madrid. Skiftet ville dog først ske i juni 2019, eftersom at det var et krav at han skulle være fyldt 18 år før han måtte skifte til en klub i Europa. Han kom godt fra start efter sit skifte, og scorede i november 2019 et hattrick imod Galatasaray i en Champions League-kamp, og blev hermed den næstyngste spiller og den første spiller født i det 21. århundrede til at score et hattrick i turneringen.

## Landsholdskarriere

### Ungdomslandshold
Rodrygo har repræsenteret Brasilien på flere ungdomslandshold.

### Seniorlandshold
Rodrygo debuterede for Brasiliens landshold den 15. november 2019.

## Titler
Real Madrid
- La Liga: 3 (2019-20, 2021-22, 2023-24)
- Copa del Rey: 1 (2022-23)
- Supercopa de España: 3 (2020, 2022, 2024)
- UEFA Champions League: 2 (2021-22, 2023-24)
- UEFA Super Cup: 1 (2022)
- FIFA Club World Cup: 1 (2022)